# Acacia sibirica
Acacia sibirica é uma espécie de leguminosa do gênero Acacia, pertencente à família Fabaceae.